# Vlahovo, Slovacia
Vlahovo (scris Vlachovo în limba slovacă, Oláhpatak în maghiară și Lambsdorf în germană) este un sat din centrul Slovaciei, în regiunea Cașoviei (Košice, Kassa sau Kaschau), ocolul Rojniavei (okres Rožňava), menționat începând cu anul 1247 și situat pe drumul de transhumanță al Vlahilor între Transilvania și Vlahia moravă.

## Demografie
| An:                | 1994 | 2004 | 2014   | 2024    |
| ------------------ | ---- | ---- | ------ | ------- |
| Număr de persoane: | 914  | 914  | 860    | 764     |
| Diferență:         |      | +0%  | −5,90% | −11,16% |

| An:                | 2023 | 2024 |
| ------------------ | ---- | ---- |
| Număr de persoane: | 764  | 764  |
| Diferență:         |      | +0%  |